# Kisko å
Kisko å (finska: Kiskonjoki) är ett vattendrag i Finland. Det ligger i den södra delen av landet, 100 km väster om huvudstaden Helsingfors.
Kisko å rinner från Saarenjärvi, genom Brinkalaforsen för att flyta samman med Bjärnå å vid Gesterby.
Fiskvandringen i Kisko å har förbättrats genom återställande av Latokartanonkoski 2019, Kiskoforsens fiskväg 2022, Hålldammens fiskväg 2022 och öppnandet av Holstenkoski damm 2024.